# کاویتویوق (کانسپسیون)
کاویتویوق (به اسپانیایی: Kawituyuq) یک کوه در پرو است که در Peru, Junín Region واقع شده‌است. کاویتویوق ۴٬۶۰۰ متر بالاتر از سطح دریا واقع شده‌است.